# Suzanne Rindell
Suzanne Rindell er en amerikansk forfatter.
Hendes debutroman The Other Typist (dansk Den anden kvinde) er blevet oversat til 15 sprog.
Hun fik i 2018 en Ph.D i engelsk litteratur fra Rice University.